# Louis Chaillot
Louis Chaillot (Chaumont, 2 marzo 1914 – Aubenas, 28 gennaio 1998) è stato un pistard francese.

## Palmarès
Olimpiadi
- 3 medaglie:
  - 1 oro (tandem a Los Angeles 1932)
  - 1 argento (velocità individuale a Los Angeles 1932)
  - 1 bronzo (velocità individuale a Berlino 1936)